# بذر (فیلم ۲۰۰۷)
بذر (انگلیسی: Seed) فیلمی کانادایی در سبک ترسناک و اسلشر به نویسندگی، کارگردانی و تهیه‌کنندگی اووه بول است که در سال ۲۰۰۷ منتشر شد.

## بازیگران
- میکیل پاری
- رالف مولر
- جودل فرلاند
- تیا گیل
- اندرو جکسون
- مایک دوپود